# 南通大学杏林学院
南通大学杏林学院，原名南通医学院杏林学院，是南通大学举办的普通全日制本科独立学院，地处南通大学钟秀校区。

## 历史
1999年2月，批准成立南通医学院杏林学院，为公有民办二级学院；
2004年5月，随南通医学院合并入南通大学，学院更名为南通大学杏林学院；2005年5月，转办为独立学院。
2021年6月4日，教育部发展规划司发布公示，拟同意该院与江苏工程职业技术学院合并，转设为本科层次职业学校南京工程职业技术大学。2021年6月8日，南通大学发布公告，宣布南通大学杏林学院终止与高职院校的合并转设工作，不再转设为职业教育本科。